# 3 сентября
3 сентября — 246-й день года (247-й в високосные годы) по григорианскому календарю.
До конца года остаётся 119 дней.
До 15 октября 1582 года — 3 сентября по юлианскому календарю, с 15 октября 1582 года — 3 сентября по григорианскому календарю.
В XX и XXI веках соответствует 21 августа по юлианскому календарю.

## Праздники и памятные дни
См. также: Категория:Праздники 3 сентября

### Национальные
- Австралия — День флага.
- Иран — День борьбы с английской интервенцией.
- Катар — День независимости.
- Китай — День Победы над Японией.
- Россия — День победы над Японией, День солидарности в борьбе с терроризмом.
- Сан-Марино — День основания республики.
- Тунис — День движения за независимость.

### Профессиональные
- Канада — День торгового флота[англ.]
- Молдова — День Национальной армии.
- Китайская Республика — День вооружённых сил Тайваня

### Религиозные
Православие
- Память апостола от 70 Фаддея (ок. 44);
- память мученицы Вассы и чад её, мучеников Феогния, Агапия и Писта (305—311)[4];
- память преподобного Авраамия Смоленского, архимандрита (XIII в.);
- память преподобной Марфы Дивеевской (Милюковой) (1829);
- память преподобного Авраамия трудолюбивого, Печерского, в Ближних пещерах (XII—XIII в.);
- память преподобномученика Рафаила (Момчиловича), игумена Шишатовацкого (1941);
- память священномученика Александра Елоховского, пресвитера (1918);
- память священномученика Павла Ягодинского, пресвитера (1937);
- память преподобномученика Игнатия (Даланова), иеромонаха (1942);
- празднование в честь Светописанной (Светописанный образ) иконы Божией Матери.

Католици́зм или католи́чество
- Память Григория I Великого, папы римского

### Именины
Православные
Мужские: Аврамий, Агапий, Александр, Игнатий, Павел, Пист, Рафаил, Фаддей, Феогний.
Женские: Васса, Марфа.

## События
См. также: Категория:События 3 сентября

### До XVIII века
- 36 до н. э. — битва при Навлохе (Сицилия), где флот Октавиана под руководством Агриппы разбил флот Секста Помпея, что положило конец гражданской войне между Помпеем и Октавианом.
- 32 — на территории современной Мексики написаны первые документы на стелах эпохи поздних Ольмеков.
- 301 — основано Сан-Марино — старейшее на сегодня государство Европы.
- 590 — Григорий I стал папой римским.
- 863 — Византия победила арабов в битве при Лалакаоне.
- 1189 — Ричард Львиное Сердце коронован на английский престол как Ричард I.
- 1260 — Мамелюки разбили монголов в битве у Аин-Халут в Палестине, нанеся первое поражение Монгольской империи.
- 1539 — Римский папа Павел III признал Орден иезуитов.
- 1609 — Английский мореплаватель Генри Хадсон открыл Нью-Йоркскую гавань.
- 1650 — Английская революция: Битва при Данбаре.
- 1690 — Патриархом Московским и всея Руси избран Адриан — митрополит Казанский и Свияжский.

### XVIII век
- 1739 — основан город Шостка (Сумская область, Украина).
- 1741 — в ходе войны со шведами русская армия захватила Вильманстранд (Финляндия).
- 1783 — подписан Версальский мирный договор. Великобритания признала независимость США.
- 1791 — во Франции объявлена первая в её истории Конституция.
- 1798 — битва Испании и Великобритании у побережья Белиза.

### XIX век
- 1803 — Джон Дальтон делает первую запись со стандартными обозначениями химических элементов.
- 1812
  - В Англии на первом в мире консервном заводе выпущена первая банка консервов, изготовленных промышленным путём.
  - Чиапас объявил независимость от Испании.
- 1826 — в России суд снизил ряду декабристов сроки каторжных работ.
- 1828 — Свадьба Александра Грибоедова и Нины Чавчавадзе.
- 1838 — В Киеве открыт Институт благородных девиц.
- 1859 — Шамиль отправляется из Дагестана в Санкт-Петербург.
- 1864 — Взрыв смел с лица земли стокгольмскую лабораторию Альфреда Нобеля, где он вместе с отцом проводил свои опыты с нитроглицерином. Погибли 5 помощников и младший брат Альфреда — Эмиль. Отца от горя разбил удар. Но Альфред свои опыты не прекратил, и через три года получил патент на изготовление динамита.
- 1866 — в Женеве начался I конгресс Первого интернационала.
- 1868 — город Эдо переименовали в Токио[5].
- 1879 — нападение мятежных афганских военных на британскую миссию в Кабуле. Убийство посла Пьера Каваньяри.
- 1880 — в Петербурге инженер Фёдор Пироцкий продемонстрировал первый в России (по некоторым сведениям — первый в мире[6]) электрический трамвай.

### XX век
- 1914
  - Русские войска взяли Львов.
  - Кардинал Джакомо делла Кьеза избран Папой Бенедиктом XV.
  - Американка Мэри Фелпс Джекобс (англ. Mary Phelps Jacobs) изобрела бюстгальтер. «Опытный» образец она смастерила с помощью служанки из носовых платков и запатентовала своё изобретение в 1915 году.
- 1915 — в австрийской армии создан полк украинских сечевых стрельцов.
- 1918 — комендантом Кремля расстреляна Фанни Каплан, обвинённая в покушении на Ленина.
- 1924
  - Создана первая канадская служба регулярной авиапочты.
  - Разыгран первый международный чемпионат по гандболу.
- 1929 — Индустриальный индекс Dow Jones закрыт на 381.17, максимальном уровне перед обвалом.
- 1932 — началось строительство канала имени Москвы.
- 1933 — Евгений Абалаков достигает высочайшей вершины СССР — пика Сталина (7495 м).
- 1939 — Великобритания, Франция, Индия, Австралия и Новая Зеландия объявили войну Германии.
- 1940 — английское правительство объявило государственную компенсацию владельцам домов, разрушенных немецкой авиацией — 2 тыс. фунтов за каждый дом.
- 1942
  - Нацистами уничтожено гетто в Кожан-Городке.
  - Восстание узников в гетто в Лахве и уничтожение гетто нацистами.
- 1943 — началась высадка войск антигитлеровской коалиции в Италии.
- 1947 — После перерыва, вызванного войной, возобновилось строительство Ленинградского метрополитена.
- 1950 — заездами на трассе в Монце (Италия) завершился первый чемпионат мира «Формула-1». Чемпионом стал 43-летний Нино Фарина.
- 1962
  - Катастрофа Ту-104 под Хабаровском. Погибли 86 человек — на тот момент крупнейшая авиакатастрофа в Советском Союзе.
  - Йенс Отто Краг стал премьер-министром Дании.
- 1967 — «День H»: Швеция перешла на правостороннее движение.
- 1971 — СССР, Великобритания, США и Франция подписали четырёхстороннее соглашение о статусе Западного Берлина. В нём было зафиксировано, что город не является частью ФРГ.
- 1973 — В Киеве открыт памятник Лесе Украинке.
- 1976 — Беспилотный аппарат Viking-2 совершает посадку на Марсе.
- 1977 — Элвис Пресли в 17-й раз занял первую строку британского хит-парада с песней «Way Down»; это первая из песен Пресли, ставших хитом № 1 уже после смерти певца.
- 1978 — во время гражданской войны в Южной Родезии террористы ЗАПУ сбили[англ.] самолёт Vickers Viscount компании Air Rhodesia. В катастрофе погибли 38 человек, ещё десять были добиты боевиками на земле.
- 1984 — Iron Maiden выпускает альбом Powerslave.
- 1989 — Катастрофа Boeing 737 под Сан-Жозе-ду-Шингу, 12 погибших
- 1993 — в Массандре Б. Ельцин и Л. Кравчук подписали протокол об урегулировании спора вокруг Черноморского флота.
- 1996 — США наносят ракетный удар по Ираку (операция «Удар в пустыне»).
- 1997
  - На референдуме большинство жителей Ньюфаундленда (Канада) проголосовало за прекращение церковного вмешательства в общественное образование.
  - На Никольской улице в Москве открылось новое помещение Московского камерного музыкального театра под руководством Бориса Покровского.

### XXI век
- 2002 — генпрокуратура Украины признала, что тело, найденное в Таращанском лесу 2 ноября 2000, принадлежит Георгию Гонгадзе.
- 2004 — кровавая развязка теракта в Беслане.
- 2008 — Президент Никарагуа Даниель Ортега заявил о признании Абхазии и Южной Осетии.
- 2010 — В Дубае разбился грузовой самолёт Boeing 747-400 компании UPS Airlines, погибли 2 человека.
- 2014 — В Японском море потерпел крушение теплоход «Полайн».
- 2015 — 13 тысяч военных из 18 различных стран мира впервые прошли парадным маршем по пекинской площади Тяньаньмэнь в честь 70-летия Победы над Японской Империей[7].

## Родились
См. также: Категория:Родившиеся 3 сентября

### До XIX века
- 1499 — Диана де Пуатье (ум. 1566), возлюбленная и официальная фаворитка французского короля Генриха II.
- 1568 — Адриано Банкьери (ум. 1634), итальянский композитор, органист, теоретик музыки, литератор.
- 1643 — Лоренцо Беллини (ум. 1704), итальянский анатом, физиолог и поэт.
- 1695 — Пьетро Локателли (ум. 1764), итальянский скрипач и композитор.
- 1710 — Абраам Трамбле (ум. 1784), швейцарский натуралист.
- 1757 — Карл Август (ум. 1828), великий герцог Саксен-Веймар-Эйзенахский (1815—1828), генерал от кавалерии на русской службе, командир эпохи наполеоновских войн, знаток и покровитель искусств.
- 1782 — Христиан Людвиг Нич (ум. 1837), немецкий зоолог, разработавший классификацию птиц.

### XIX век
- 1801 — Герман фон Майер (ум. 1869), немецкий палеонтолог.
- 1803 — Александр Гурилёв (ум. 1858), русский композитор, пианист, скрипач и альтист.
- 1825 — Уильям Бёрнс (ум. 1892), американский генерал, участник Гражданской войны.
- 1844 — Софья Толстая (ум. 1919), русская писательница, биограф, супруга Л. Н. Толстого.
- 1856 — Луис Салливан (ум. 1924), американский архитектор, создатель первых небоскрёбов.
- 1859 — Жан Жорес (убит в 1914), французский политик-социалист.
- 1863 — Ганс Онруд (ум. 1953), норвежский писатель-прозаик, драматург, критик.
- 1869 — Фриц Прегль (ум. 1930), австрийский химик, лауреат Нобелевской премии (1923).
- 1875 — Фердинанд Порше (ум. 1951), австрийский автоконструктор.
- 1899 — Фрэнк Макфарлейн Бёрнет (ум. 1985), австралийский иммунолог, лауреат Нобелевской премии по физиологии и медицине (1960).
- 1900 — Урхо Калева Кекконен (ум. 1986), 8-й президент Финляндии (1956—1981).

### XX век
- 1902 — Александр Пёрышкин (ум. 1983), советский педагог, автор школьных учебников физики.
- 1905 — Карл Дейвид Андерсон (ум. 1991), американский физик, открывший позитрон, лауреат Нобелевской премии (1936).
- 1908
  - Лев Понтрягин (ум. 1988), советский математик, академик АН СССР, Герой Социалистического Труда.
  - Константин Сорокин (ум. 1981), актёр театра и кино, народный артист РСФСР.
- 1910 — Морис Папон (ум. 2007), французский коллаборационист, высокопоставленный функционер режима Виши, префект полиции Парижа в 1958—1967 годах.
- 1914 — Иван Переверзев (ум. 1978), актёр театра и кино, народный артист СССР.
- 1916 — Александр Кобленц (ум. 1993), латвийский советский шахматист, заслуженный тренер СССР.
- 1920 — Чабука Гранда (ум. 1983), перуанская певица, автор песен.
- 1927 — Алесь Адамович (ум. 1994), белорусский советский писатель, сценарист, литературовед, общественный деятель.
- 1928 — Ион Друцэ, советский и молдавский писатель, драматург.
- 1931 — Самир Амин (ум. 2018), египетский и сенегальский политолог и экономист.
- 1932 — Юрий Буртин (ум. 2000), советский и российский литературный критик, публицист, историк, диссидент.
- 1935 — Ассар Рённлунд (ум. 2011), шведский лыжник, олимпийский чемпион.
- 1936 — Зин аль-Абидин Бен Али (ум. 2019), второй президент Туниса (1987—2011).
- 1941 — Сергей Довлатов (ум. 1990), советский и американский писатель, публицист.
- 1942 — Константин Васильев (погиб в 1976), советский художник.
- 1944 — Борис Сморчков (ум. 2008), советский и российский актёр театра и кино.
- 1946
  - Минору Аракава, японский предприниматель, основатель и бывший президент Nintendo of America.
  - Юрий Кузнецов, советский и российский актёр театра и кино.
- 1948 — Леви Мванаваса (ум. 2008), президент Замбии (2002—2008).
- 1949 — Пётр VII (погиб в 2004), патриарх Александрийский и всея Африки.
- 1950 — Евгений Паперный, советский и украинский актёр, народный артист Украины.
- 1951 — Ольга Барнет (ум. 2021) актриса театра и кино, народная артистка России.
- 1953 — Жан-Пьер Жёне, французский кинорежиссёр, сценарист, драматург.
- 1955 — Стив Джонс, британский рок-гитарист и певец, один из основателей панк-группы «Sex Pistols».
- 1960 — Перри Бэмоунт, британский музыкант, бывший участник рок-группы «The Cure».
- 1965
  - Марина Зудина, актриса, заслуженная артистка РФ, вдова Олега Табакова.
  - Чарли Шин (урожд. Карлос Ирвин Эстевес), американский актёр, сценарист, обладатель премии «Золотой глобус».
- 1966 — Владимир Рыжков, российский политик и политолог, сопредседатель Партии народной свободы.
- 1967 — Дарон Акемоглу, турецкий и американский экономист.
- 1970 — Гарет Саутгейт, английский футболист и футбольный тренер, главный тренер сборной Англии.
- 1972 — Лика Стар (наст. имя Лика Павлова), советская и российская певица, диджей, музыкальный продюсер.
- 1976 — Хелависа (наст. имя Наталья О’Шей), российская певица, музыкант, автор песен, лидер фолк-группы «Мельница».
- 1977 — Улоф Мельберг, шведский футболист и тренер.
- 1979
  - Томислав Миличевич, американский рок-музыкант, гитарист альтернативной рок-группы 30 Seconds to Mars.
  - Жулио Сезар, бразильский футболист, вратарь сборной Бразилии.
- 1984 — Гаррет Хедлунд, американский актёр.
- 1986 — Шон Уайт, американский сноубордист и музыкант, трёхкратный олимпийский чемпион в хафпайпе (2006, 2010 и 2018)
- 1988
  - Жером Боатенг, немецкий футболист, чемпион мира (2014).
  - Хана Махмальбаф, иранский кинорежиссёр и сценарист.
- 1993 — Доминик Тим, австрийский теннисист, бывшая третья ракетка мира.

### XXI век
- 2003
  - Эйлин Гу, китайская фристайлистка, двукратная олимпийская чемпионка (2022).
  - Марк Кондратюк, российский фигурист-одиночник.

## Скончались
См. также: Категория:Умершие 3 сентября

### До XIX века
- 1658 — Оливер Кромвель (р. 1599), британский государственный деятель.
- 1739 — Джордж Лилло (р. 1693), английский драматург, создатель жанра «мещанской драмы».

### XIX век
- 1820 — Бенджамин Латроб (р. 1764), британо-американский архитектор, основной дизайнер вашингтонского Капитолия.
- 1854 — Фёдор Голубинский (р. 1797/1798), русский богослов и церковный деятель.
- 1860 — Мартин Генрих Ратке (р. 1793), немецкий анатом и эмбриолог.
- 1877 — Луи Адольф Тьер (р. 1797), французский политический деятель и историк, первый президент французской Третьей республики (1871—1873).
- 1880 — Карл Гиппиус (р. 1832/33), российский архитектор и художник балтийско-немецкого происхождения.
- 1883 — Иван Тургенев (р. 1818), русский писатель.
- 1891 — Жюль Греви (р. 1807), французский политический деятель, 4-й президент Франции (Третья республика, 1879—1887).

### XX век
- 1931 — Франц Шальк (р. 1863), австрийский дирижёр, педагог.
- 1932 — Павлик Морозов (р. 1918), советский пионер-герой, мифологический символ борца с кулачеством.
- 1935 — Иван Аксёнов (р. 1884), русский и советский поэт, литературный и художественный критик, переводчик.
- 1948 — Эдвард Бенеш (р. 1884), чешский государственный и политический деятель, второй президент Чехословакии (1935—1948).
- 1951 — Сергей Воронов (р. 1866), французский хирург российского происхождения, ксенотрансплантолог.
- 1964 — Йозеф Маркс (р. 1882), австрийский композитор и педагог.
- 1975 — Иван Майский (р. 1884), советский государственный деятель, дипломат, историк, публицист.
- 1987
  - Александр Надирадзе (р. 1914), советский учёный, конструктор ракетных систем, профессор, академик АН СССР, дважды Герой Социалистического Труда.
  - Виктор Некрасов (р. 1911), советский писатель.
- 1990 — Евгений Мартынов (р. 1948), композитор и певец.
- 1991 — Фрэнк Капра (р. 1897), американский кинорежиссёр итальянского происхождения.
- 1996 — Вениамин Баснер (р. 1925), советский и российский композитор.

### XXI век
- 2001
  - Полин Кейл (р. 1919), американский киновед и кинокритик.
  - погибла Тхюи Чанг (р. 1973), американская актриса вьетнамского происхождения.
- 2004 — Андре Стиль (р. 1921), французский писатель.
- 2005 — Уильям Ренквист (р. 1924), американский юрист и политик, председатель Верховного суда США в 1986—2005.
- 2007 — Стив Фоссет (р. 1944), американский миллиардер, воздухоплаватель, яхтсмен.
- 2008 — Михаил Докин (р. 1962), советский и российский актёр театра и кино, заслуженный артист России.
- 2009 — Ефим Школьников (р. 1939), украинский футболист и тренер.
- 2011 — Николай Месяцев (р. 1920), председатель Гостелерадио СССР в 1964—1970 гг.
- 2012
  - Майкл Кларк Дункан (р. 1957), американский актёр.
  - Валерий Пьянов (р. 1940), русский художник-нонконформист.
- 2020 — Жан-Франсуа Порон (р. 1936), французский актёр театра и кино.
- 2024
  - Владимир Буре (р. 1950), советский пловец, многократный призёр Олимпийских игр, чемпионатов мира и Европы, хоккейный тренер; заслуженный мастер спорта СССР (1972), заслуженный тренер России (2003). Отец Павла и Валерия Буре.
  - Игорь Спасский (р. 1926), советский и российский учёный, инженер, генеральный конструктор около 200 советских и российских субмарин и бывший глава ЦКБ МТ «Рубин». Герой Российской Федерации (2018), Герой Социалистического Труда (1978). Академик РАН (до 1992 года — академик АН СССР).

## Приметы
- Фаддей. Ясный день на Фаддея обещает ещё четыре недели хорошей и солнечной погоды[8].

## В творчестве
- «Третье сентября» — песня в исполнении Михаила Шуфутинского.